# NGC 6471-2
NGC 6471-2 (другие обозначения — UGC 10973, MCG 11-21-24, ZWG 321.38, ZWG 322.9, KAZ 159) — галактика в созвездии Дракон.
Этот объект не входит в число перечисленных в оригинальной редакции «Нового общего каталога» и был добавлен позднее.